# Svarttjärnen (Piteå socken, Norrbotten, 727677-172068)
Svarttjärnen är en sjö i Piteå kommun i Norrbotten och ingår i Lillpiteälvens huvudavrinningsområde.